# Жалолов, Зафаржон Сайфитдинович
Зафаржон Сайфитдинович Жалолов (узб. Zafarjon Sayfitdinovich, род. 25 июля 1989, Сурхандарьинская область, УзССР, СССР) — мелиорация, Депутат Законодательной палаты Олий Мажлиса Республики Узбекистан. Является членом комитета по противодействию коррупции и судебно-правовым вопросам. Член Либерально-демократической партии Узбекистана. Участник фракции движения предпринимателей и деловых людей.

## Биография
Жалолов Зафаржон Сайфитдинович родился 25 июля 1989 году в Сариасийском районе Сурхандарьинской области. Национальность — узбек. Образование — высшее. В 2012 году окончил Ташкентский государственный институт ирригации и мелиорации. Специальность — водные ресурсы и мелиорация. Член УзЛиДеП.
Трудовую деятельность начал в 2012 году инженером-технологом в ООО «Сариосиё-Агро Савдо» в Сариасийском районе. В 2014—2016 гг. — председатель детской организации «Камалак» при Сариасийском районном совете общественного движения молодёжи «Камолот», в 2016—2017 гг. — председатель Сариасийского районного совета общественного движения молодежи «Камолот». С 2017 года является председателем Сариасийского районного совета Союза молодёжи Узбекистана. В 2018 году награждён медалью «Келажак бунёдкори».